# Janvier 1848

## Événements

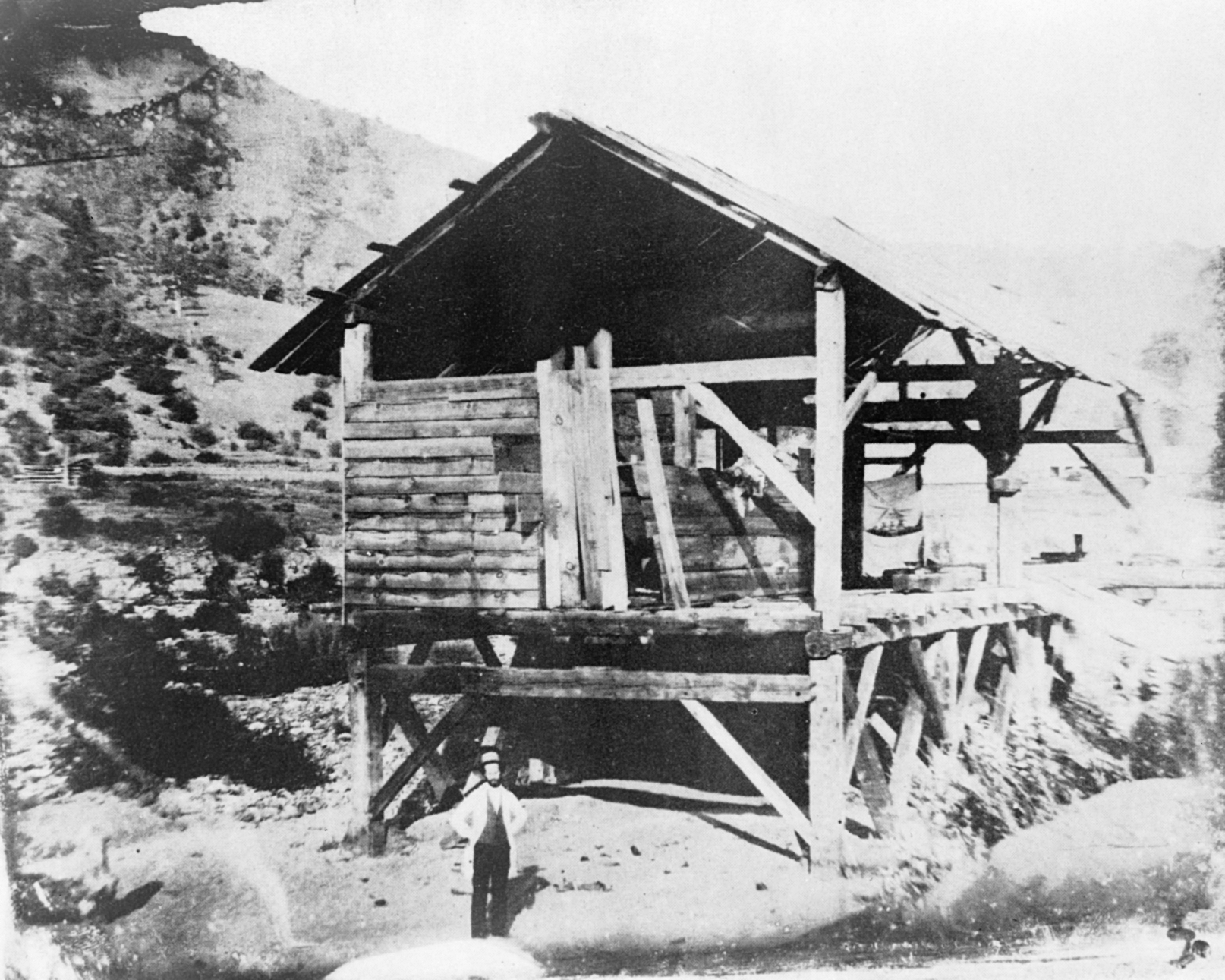
24 janvier : découverte d'or à Sutter's Mill

- Émeutes à Milan (sous contrôle autrichien).

- 1er janvier (Nicaragua) : les Britanniques s’emparent de Greytown, ce qui inquiète les Américains, qui y voient une violation de la doctrine Monroe. D’autre part la ville, qui est située à l’embouchure de la rivière San Juan, serait un élément essentiel dans un projet de construction d’un canal au Nicaragua.

- 2 janvier : au Collège de France, le cours de Michelet est suspendu.

- 3 janvier : Joseph Jenkins Roberts devient le premier président du Libéria.

- 6 janvier : Jean Vatout est élu à l'Académie française. Musset a eu deux voix, dont sans doute celle de Victor Hugo "Quant à moi, voici ma profession de foi sur ce point: "je préférerai toujours un cardinal à un lettré médiocre, mais je préférerais toujours un homme de talent à un cardinal.".

- 9 janvier : on joue Marion Delorme de Hugo au Théâtre-Français.

- 12 janvier :
  - Palerme se révolte contre les Bourbons et rétablit la Constitution de 1812.
  - Lord Dalhousie (James Ramsay, marquis de Dalhousie, 1848-1856) est nommé gouverneur de l'Inde britannique. Il modernise l’administration des territoires britanniques en Inde.

- 13 janvier, France : à la Chambre des pairs, discours de Victor Hugo « sur le pape Pie IX ».

- 14 janvier, France : le dernier banquet, prévu à Paris, est interdit par Guizot.

- 15 janvier, France :
  - Au lendemain de l'interdiction du banquet du XIIe arrondissement, Alexis de Tocqueville présente son rapport à l'Académie des sciences morales et politiques sur le livre d'Antoine-Elisée Cherbuliez, De la démocratie en Suisse (Paris, 1843). Il le publie en appendice de la 12e édition de De la démocratie en Amérique.
  - Article antisocialiste de Morny dans la Revue des deux Mondes.

- 20 janvier : début du règne de Frédéric VII, roi du Danemark (fin en 1863).

- 21 janvier : au Théâtre-Français, on joue Hernani.

- 24 janvier : découverte d'or à Sutter's Mill dans la vallée de Sacramento, en Californie (encore pour quelques mois sous la domination mexicaine). Début de la « ruée vers l'or » et de la « conquête de l'Ouest ». En cinq ans, le gisement produira l’équivalent d’un demi-milliard de dollars.

- 27 janvier, France : dans un discours à la Chambre des députés en faveur de la réforme du système électoral, Tocqueville dénonce l'altération des mœurs publiques; il s'inquiète aussi de voir se lever le « vent des révolutions » ; « Les mœurs publiques se dégradent […], la dégradation des mœurs publiques vous amènera dans un temps court, prochain peut-être, à des révolutions nouvelles. […] Pour Dieu ! changez l'esprit du gouvernement, car cet esprit-là vous conduit à l'abîme! »

- 28 janvier, France : la Seine est prise, témoigne Hugo (Choses vues T1 p 585), on patine sous le pont des Arts."

- 29 janvier, France : Lamartine revient à la tribune de la Chambre des députés : il y prononce un discours antigouvernemental.

## Naissances
- 7 janvier : Ignaz Urban (mort en 1931), botaniste allemand.
- 13 janvier : Franz von Soxhlet (mort en 1926), agrochimiste allemand.
- 23 janvier : Henri Biva, peintre français († 2 février 1929).
- 24 janvier : Vassili Sourikov, peintre russe († 19 mars 1916).

## Décès
- 9 janvier : Caroline Herschel (née en 1750), astronome britannique d'origine allemande.
- 14 janvier : Franciszek Armiński (né en 1789), astronome polonais.
- 23 janvier : François Costé, magistrat et homme politique français (° 1789).
- 24 janvier : Horace Wells (né en 1815), dentiste américain.